# لغة تتسرت
لغة تتسرّت (تين سرْت) هي لغة أمازيغية مهددة بالانقراض. بقيت إلا قبيلتين طارقتين ناطقتين بهاته اللغة : قبيلة أيت أواري وقبيلة كل اغلال في بلدية اكابينو بالنيجر،  جميع أفرادها يتكلم أيضا لغة تاولميت، فهم ثنائيو اللغة.
حسب الاعتقاد الشائع في قبيلة ايت اواري، كلمة تت-سرّت تعني «لغة سرت».
تتسرت هي من اللغات الأمازيغية الأخيرة التي اعتُرف بها كلغة مستقلة من الطارقية و لا تنحدر منها. في أواخر عام 1981 ، اعتبرها Bernus كلهجة طارقية، وبعض المصادر القديمة صنفوها بين اللغات السونغاوية الشمالية. أول دراسة لغوية عليها كانت في 1984، لكن يجب انتظار أطروحة Attayoub (2001) كي يصبح من الواضح كيف تختلف تتسرّت عن الطارقية.
في عام 2011، لم يعد أطفال ايت اواري و كل اغلال يتكلمون بلغة تتسرّت، فيبدو أنها مهددة بالانقراض.